# Угорщина на зимових Олімпійських іграх 2014
Угорщина на зимових Олімпійських іграх 2014 року у Сочі була представлена 16 спортсменами у 5 видах спорту.

## Біатлон
Спринт
| Змагання | Спортсмени   | Час     | Промахи | Місце |
| -------- | ------------ | ------- | ------- | ----- |
| Чоловіки | Карой Гомбош | 28:04.3 | 0+1     | 79    |
| Жінки    | Емека Січ    | 24:15.4 | 0+2     | 70    |